# Nils Opdahl
Nils Opdahl (Bergen, 16 de novembre de 1882 – Bergen, 28 de desembre de 1951) va ser un gimnasta artístic noruec que va competir a començaments del segle xx. Era germà del també gimnasta Jacob Opdahl.
El 1912 va prendre part en els Jocs Olímpics d'Estocolm, on va guanyar la medalla d'or en el concurs per equips, sistema lliure del programa de gimnàstica.